# Bulu Hadik
Bulu Hadik is een bestuurslaag in het regentschap Simeulue van de provincie Atjeh, Indonesië. Bulu Hadik telt 596 inwoners (volkstelling 2010).